# پادینگبوتل
پادینگبوتل (به آلمانی: Padingbüttel) یک منطقهٔ مسکونی در آلمان است که در Wurster Nordseeküste واقع شده‌است. پادینگبوتل ۴۸۵ نفر جمعیت دارد.